# Eigentlich ist das Leben schön
Eigentlich ist das Leben schön (englisch It’s a good life, if you don’t weaken) von Seth ist ein Mitte der 1990er Jahre als Graphic Novel entstandener Comic, den er als Sechsteiler für seine Heftreihe Palookaville zeichnete.

## Handlung
Der Comic-Zeichner Seth (der Autor zeichnet sich selbst) befindet sich in einer Art Lebenskrise. Er fühlt sich selbst als aus der Zeit gefallen und kann sich mit dem einer ständigen Veränderung unterworfenen Leben nicht anfreunden. Seth hat lediglich einen guten Freund, der auch im Comic-Milieu tätig ist, seine Beziehungen zu Frauen sind stets zum Scheitern verurteilt, seine Familie bietet ihm nur als Symbol einer sicheren Vergangenheit Halt.
Eines Tages stößt Seth in einer alten Ausgabe des Magazins The New Yorker auf einen Cartoon eines Zeichners namens „Kalo“. Ihn beginnt dieser ihm bis dahin Unbekannte zu interessieren und so versucht er mehr über ihn zu erfahren. Im Laufe der nächsten Jahre trägt er insgesamt elf Zeichnungen zusammen, die in renommierten Blättern wie „Collier’s“, Esquire oder „The Saturday Evening Post“, aber auch in unbekannten Blättern erschienen.
Seth findet den tatsächlichen Namen „Kalos“ heraus und dass er, wie Seth selber, Kanadier war. Später ging er wieder in seine Heimat zurück und wurde Geschäftsmann.
Das Buch endet damit, dass der Ich-Erzähler zwei Jahre nach Beginn seiner Suche die Tochter, die Mutter und den besten Freund des Gesuchten trifft und erstmals einen Eindruck des Menschen Jack Kalloway bekommt.

## Konzeption
Seth erweckt durch die Form den Eindruck, es handele sich um eine rein autobiografische Erzählung. Nach der eigentlichen Geschichte werden im Kapitel „Die berühmten Elf“ Zeichnungen und ein Foto von „Kalo“ abgedruckt. Zur Überraschung einiger Leser handelt es bei Jack Kalloway allerdings um eine fiktive Person und die Zeichnungen stammen von Seth. Trotz des fiktionalen Charakters enthält das Werk tatsächliche autobiografische Bezüge. Der Kern von Eigentlich ist das Leben schön sind die atmosphärischen Schilderungen des Lebens eines Menschen, der sein Leben im Wesentlichen für sich alleine lebt und für den die Suche nach dem verschollenen Kollegen letztlich eine Suche nach sich selbst wird. Über ganze Seiten hinweg verzichtet Seth auf Text, streut aber auch ausführliche Betrachtungen über das Leben und Comics ein, die seine Wahrnehmung der Realität bestimmen, zum Beispiel Die Peanuts oder Tim und Struppi.
Der Comic erhält auf diese Weise einen kontemplativen und melancholischen Charakter, der die Atmosphäre des Mediums einerseits verdichtet und gleichzeitig seine Faszination jenseits einer auf Action zielenden Handlung erfahrbar macht.

## Veröffentlichungen
Die Geschichte erschien zunächst in den Ausgaben vier (Dezember 1993) bis neun (Juni 1996) der Comicreihe Palookaville, im September 1996 folgte eine Gesamtausgabe. Sowohl die einzelnen Hefte als auch den Sammelband brachte Drawn and Quarterly heraus. Die deutsche Übersetzung von Ulrich Pröfrock und Kai Wilksen veröffentlichte Edition 52 im Jahr 2004. Es gibt weitere Übersetzungen ins Dänische, Französische, Italienische, Niederländische, Polnische, Portugiesische, Serbische, Spanische und Türkische.
- It's a Good Life, If You Don't Weaken. Drawn and Quarterly, Montreal 1996, 176 Seiten, Paperback, ISBN 978-189659-770-6
- Eigentlich ist das Leben schön. Edition 52, Wuppertal 2004, 176 Seiten, Softcover, ISBN 3-935229-25-9

## Rezeption und Auszeichnungen
In Ausgabe 210 vom The Comics Journals (Februar 1999) wählte die Redaktion Eigentlich ist das Leben schön auf Platz 52 ihrer Bestenliste „100 Best Comics of the 20th Century“. Lars von Thörne zählt in Der Tagesspiegel Seth zu den nordamerikanischen Zeichnern, „die die Kunst der Illustration und des anspruchsvollen, literarischen Comicbuchs auf eine neue Stufe gehoben haben“. Eigentlich ist das Leben schön habe einen „elegischen Grundton, der perfekt harmoniert mit Seths Hang zu gedämpften Pastelltönen und klaren Linien im Stil alter Zeitungscartoons“. Andreas C. Knigge lobt das Werk als eine „wunderbar feinsinnige Erzählung über die Entfremdung in der Schnelllebigkeit unserer Tage“. Knigge hebt dabei die autobiografischen Bezüge der Geschichte hervor, die sich zum Beispiel bei den Familienbesuchen zeigen.
1997 erhielt Seth den Ignatz Award für Palookaville in der Kategorie Outstanding Artist und für Eigentlich ist das Leben schön in der Kategorie Outstanding Graphic Novel or Collection.

## Wissenswertes
Das Artwork des Albums Lost In Space von Aimee Mann wurde von Seth gestaltet und beinhaltet Auszüge aus Eigentlich ist das Leben schön. Aimee Manns Musik, ihre Geschichten und die Grundstimmung des Albums passen zum o. g. melancholischen Stil des Comics.